# Tapani Harviainen
Juha Mauri Tapani Harviainen, född 1 februari 1944 i Kuopio, död 28 september 2024 i Helsingfors, var en finländsk orientalist. 
Harviainen filosofie doktor 1977, var medlem av bibelöversättningskommittén 1977–1991 och blev professor i semitiska språk vid Helsingfors universitet 1985. Han har som forskare intresserat sig bland annat för hebreiskan, arameiskan och för de litauiska karaimerna. Bland hans arbeten märks Judisk historia (tillsammans med Karl-Johan Illman, 1986, finsk utgåva 1987), Sana ja ruokokynä. Ulkoeurooppalaisen kirjallisuuden antologia (redaktör 1988), Opi nyt vanha ja nuori. Mikael Agricola ja nykyaika (jämte andra 1990), Rannalla päärynäpuu – Liettuan karaiimien runoutta (jämte andra 1998), Oma kieli. Mikael Agricolan tekstejä nykysuomeksi (jämte andra 2007). Han utsågs 1998 till ordförande för Finska orientsällskapet.

## Utmärkelser
- Riddartecknet av I klass av Finlands Vita Ros’ orden,  6 december 2000[2]
- Officer av Litauens förtjänstorden,  6 juli 2008[3]

[Redigera Wikidata]